# Psammophilus dorsalis
Psammophilus dorsalis är en ödleart som beskrevs av Gray 1831. Psammophilus dorsalis ingår i släktet Psammophilus och familjen agamer. IUCN kategoriserar arten globalt som livskraftig. Inga underarter finns listade i Catalogue of Life.
Arten förekommer i östra Indien. Den lever i låglandet och i bergstrakter upp till 2000 meter över havet. Habitatet varierar mellan torra skogar, fuktiga skogar och buskskogar. Psammophilus dorsalis vistas främst i områden med klippor.